# Alfabeto turco otomano
El alfabeto turco otomano (en turco otomano: الفبا elifba) fue la versión del alfabeto árabe usada para escribir el idioma turco otomano durante la existencia del Imperio otomano y los primeros cinco años de la República de Turquía. Este alfabeto estuvo en uso hasta la adopción del alfabeto turco, derivado del alfabeto latino, el 1 de noviembre de 1928.

## El alfabeto
| Aislada | Final | Medio | Inicial | Nombre         | Alfabeto turco moderno | IPA                     |
| ------- | ----- | ----- | ------- | -------------- | ---------------------- | ----------------------- |
| ﺍ       | ﺎ     | —     | —       | elif           | a, e                   | [∅], [a], [e̞]           |
| ﺀ       | —     | —     | —       | hemze          |                        |                         |
| ﺏ       | ﺐ     | ﺒ     | ﺑ       | be             | b, p                   | [b]                     |
| ﭖ       | ﭗ     | ﭙ     | ﭘ       | pe             | p                      | [p]                     |
| ﺕ       | ﺖ     | ﺘ     | ﺗ       | te             | t                      | [t]                     |
| ﺙ       | ﺚ     | ﺜ     | ﺛ       | se             | s                      | [s] (θ)                 |
| ﺝ       | ﺞ     | ﺠ     | ﺟ       | cim            | c                      | [ʤ]                     |
| ﭺ       | ﭻ     | ﭽ     | ﭼ       | çim            | ç                      | [tʃ]                    |
| ﺡ       | ﺢ     | ﺤ     | ﺣ       | ha             | h                      | [h] (ħ)                 |
| ﺥ       | ﺦ     | ﺨ     | ﺧ       | hı             | h                      | [h] (x)                 |
| ﺩ       | ﺪ     | —     | —       | dal            | d                      | [d]                     |
| ﺫ       | ﺬ     | —     | —       | zel            | z                      | [z] (ð)                 |
| ﺭ       | ﺮ     | —     | —       | re             | r                      | [ɾ], [r]                |
| ﺯ       | ﺰ     | —     | —       | ze             | z                      | [z]                     |
| ﮊ       | ﮋ     | —     | —       | je             | j                      | [ʒ]                     |
| ﺱ       | ﺲ     | ﺴ     | ﺳ       | sin            | s                      | [s]                     |
| ﺵ       | ﺶ     | ﺸ     | ﺷ       | şın            | ş                      | [ʃ]                     |
| ﺹ       | ﺺ     | ﺼ     | ﺻ       | sad            | s                      | [s] (sˁ)                |
| ﺽ       | ﺾ     | ﻀ     | ﺿ       | dad            | d, z                   | [d] (dˁ)                |
| ﻁ       | ﻂ     | ﻄ     | ﻃ       | tı             | t, d                   | [t] (tˁ)                |
| ﻅ       | ﻆ     | ﻈ     | ﻇ       | zı             | z                      | [z] (zˁ)                |
| ﻉ       | ﻊ     | ﻌ     | ﻋ       | ayn            | ', h (u omitida)       | [∅] (ʕ)                 |
| ﻍ       | ﻎ     | ﻐ     | ﻏ       | gayn           | g, ğ                   | [ɣ]                     |
| ﻑ       | ﻒ     | ﻔ     | ﻓ       | fe             | f                      | [f]                     |
| ﻕ       | ﻖ     | ﻘ     | ﻗ       | kaf            | k                      | [k] (q)                 |
| ﻙ       | ﻚ     | ﻜ     | ﻛ       | kef            | k, g, ğ                | [k], [c]                |
| ﮒ       | ﮓ     | ﮕ     | ﮔ       | gef¹           | g, ğ                   | [g], [ɟ]                |
| ﯓ       | ﯔ     | ﯖ     | ﯕ       | nef, sağır kef | n                      | [ŋ]                     |
| ﻝ       | ﻞ     | ﻠ     | ﻟ       | lam            | l                      | [ɫ], [l]                |
| ﻡ       | ﻢ     | ﻤ     | ﻣ       | mim            | m                      | [m]                     |
| ﻥ       | ﻦ     | ﻨ     | ﻧ       | nun            | n                      | [n]                     |
| ﻭ       | ﻮ     | —     | —       | vav            | v, o, ö, u, ü          | [v], [o], [œ̝], [u], [y] |
| ﻩ       | ﻪ     | ﻬ     | ﻫ       | he             | h, a, e                | [h], [a], [æ], [e̞]      |
| ﻯ       | ﻰ     | ﻴ     | ﻳ       | ye             | y, ı, i                | [j], [ɯ], [i], [e̞j]     |

## Números
El turco otomano utilizaba los numerales árabes orientales o indo-arábigos. La siguiente lista contiene los números cardinales básicos, con su forma escrita en turco moderno.
| Forma árabe | Número | Turco moderno |
| ----------- | ------ | ------------- |
| ٠           | 0      | sıfır         |
| ۱           | 1      | bir           |
| ۲           | 2      | iki           |
| ٣           | 3      | üç            |
| ٤           | 4      | dört          |
| ٥           | 5      | beş           |
| ٦           | 6      | altı          |
| ٧           | 7      | yedi          |
| ٨           | 8      | sekiz         |
| ٩           | 9      | dokuz         |
| ۱٠          | 10     | on            |